# Беријев Р-1
Беријев Р-1 (рус. Бериев Р-1) је експериментални хидроавион на млазни погон који је пројектовала и израдила компанија ТАНТК Бериев. Пројектован је као извиђачки авион са 3 члана посаде. Био је то двомоторни хидроавион са турбомлазним моторима Климов ВК-1. Овај авион је био први совјетски хидроавион на млазни погон.

## Пројектовање и развој
Коришћење млазних мотора у авијацији није могао оставити равнодушним креаторе хидроавиона. У мају 1947. године, ОКБ Бериева је на сопствену иницијативу започео развој свог првог млазног чамца - поморског извиђачког чамца Р-1 са два мотора Климов ВК-1 под руководством главног конструктора Георгиј Михајлович Беријева. Новембра 1951. године завршена је изградња прототипа, и почело је тестирање. У почетку није било знакова невоље. Авион је пуштен на свој први лет након вожње брзином до 70% од брзине полетања. У овом опсегу, Р-1 се понашао нормално, али када је одлучено да достигне 80% брзине полетања (преко 165 km/h), дошло је до уздужних вибрација са силама које су почеле да се избацују авион из воде. 
Конструктори су покушали да се изборе са проблемом на традиционалне начине - променом кормила висине и угла хоризонталнних стабилизатора, али то није дало позитивне резултате. Након детаљне анализе, постало је јасно да је тим Берија наишао на потпуно нову физичку појаву, касније названу „хидродинамичка баријера нестабилности“. Било је потребно мукотрпно истраживање, спроведено заједно са институтом ЦАГИ, пре него што је било могуће пронаћи разлоге оваквог понашања авиона и развити мере за њихово отклањање. 29. маја 1952. модификовани Р-1 је могао стабилно да клизи брзином од 196 km/h, а сутрадан је полетео први домаћи млазни хидроавион. Као резултат дугих усавршавања, Р-1 је почео успешно да лети. Док су усавршавања трајала авион је застарио тако да је авион остао као експериментални прототип произведен у једном примерку.

## Технички опис
Технички опис направљен на основу извора
Труп је потпуно металне конструкције то је уствари чамац са кобиличастим дном каскадног типа што олакшава авиону полетање због смањеног отпора. У трупу се налази кокпит за пилота који се налази са леве стране трупа како би пилот имао бољу прегледност. Коопит има поклопац од плексигласа у облику капље. Кабина пилота се греје топлотом издувних гасова мотора. Ова топлота се такође користи за одлеђивање виталних летних делова авиона. Највећи део трупа авиона заузима товарни део трупа са доњим вратима у кога се смешта наоружање, противподморничка торпеда и дубинске мине.
Погонска група је састављена од два турбомлазна мотора Климов ВК-1 потиска 26,5 kN сваки. Мотори су уграђени на месту прелома галебовог крила.
Авион је по класификацији горњокрилац чија су крила управна на осу трупа. Крило је галебовог типа састављено од три дела. Средишњи део крила се уздижу из трупа и на самом прелому крила су постављени мотори. Од мотора до краја, крила су трапезастог облика са две рамењаче, попуно металне израде и основне (носеће) конструкције и облоге. На крилним конзолама су причвршћена са доње стране два неувлачива потпорна пловка. Пловци су металне конструкције и подељени су водонепропусним преградама. Крила су опремљена закрилцима и елеронима исте конструкције као и крила. 
Репне површине вертикални стабилизатор и кобилица (труп) чине једну целину и потпуно су метални. Хоризонтални стабилизатори се налазе на половини висине вертикалног стабилизатора и конзолно су причвршћени за њега. Кормило правца и дубине имају метални оквир и облогу од платна. 
Стајни трап има три точка два су напред испод крила а трећи је точак који се налази испод репа авиона. Точкови стајног трапа код овог авиона служе уместо колица за извлачење хидроавиона на суво тло. Овај авион није амфибија која је у стању да слеће и полеће и са сувог тла и водених површина. По поринућу хидроавиона Р-1 у воду, ноге стајног трапа које су причвршћене за бокове трупа се скидају, да не праве додатни отпор авиону при кретању по води или лету кроз ваздух.

## Наоружање
Стрељачко наоружање авиона Беријев Р-1 се састојало од четири топа НС-23 калибра 23 mm а бомбардерско од торпеда и дубинских бомби смештених у борбеном простору до укупне тежине од 1.000 kg.
| Наоружање авиона: Беријев Р-1  |           |
| Ватрено (стрељачко) наоружање  |           |
| Топ                            |           |
| Број и ознака топа             | 4 х НС-23 |
| Број граната                   | 150 сваки |
| Калибар                        | 23        |
| Митраљез                       |           |
| Бомбардерско наоружање (бомбе) |           |
| Укупна маса                    | 1.000     |
| Ракетно наоружање (ракете)     |           |

## Верзије
Авион произведен у једном примерку (прототип).

## Оперативно коришћење
Авион је коришћен као експериментални само у сврху тестирања употребе млазних мотора за погон хидроавиона. Авион се користио као летећа лабораторија све до фебруара 1956. године, кад је морао бити отписан због оштећења након принудног слетања.

## Земље које су користиле авион
- СССР